# Albachsen (Adelsgeschlecht)

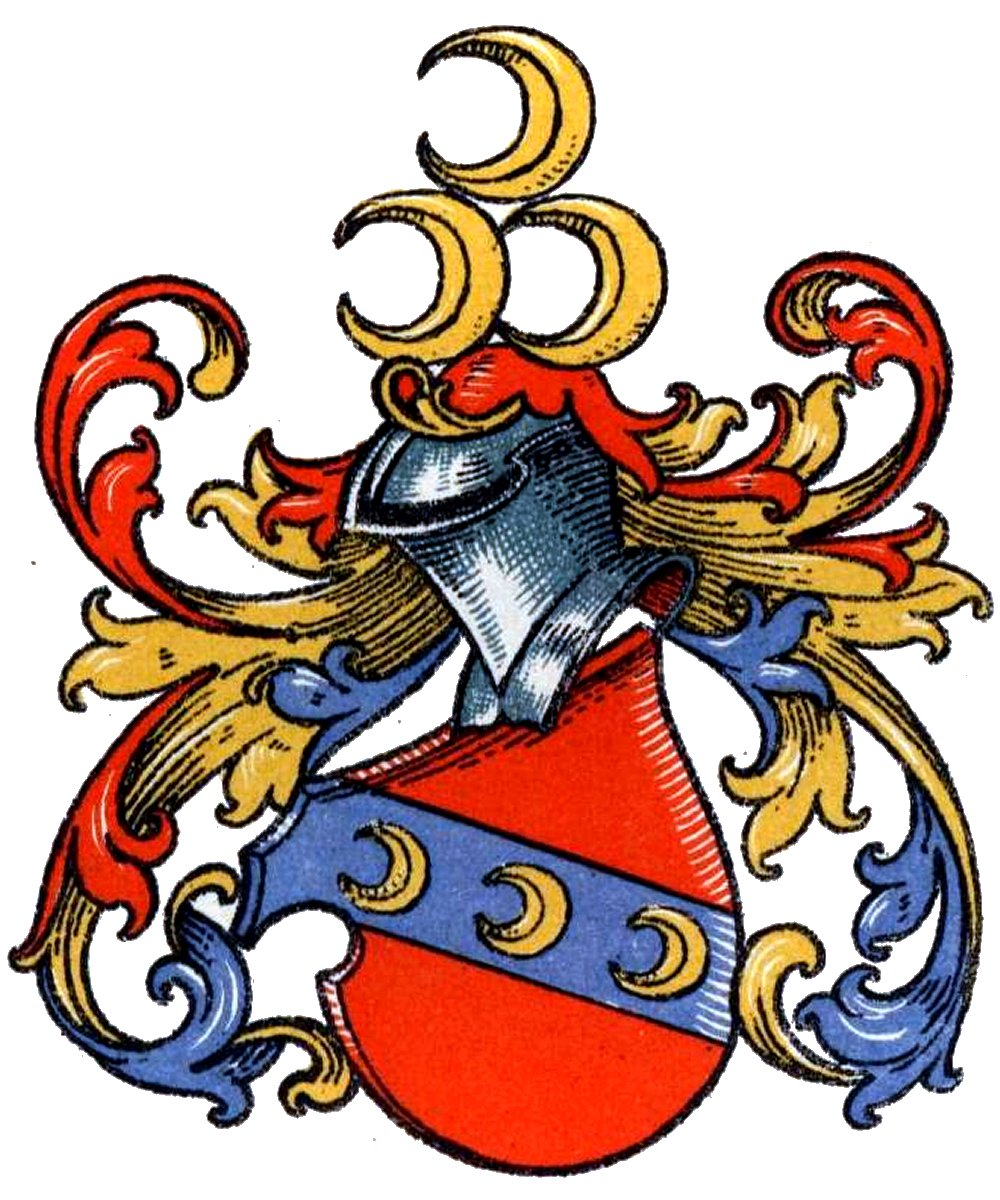
Stammwappen derer von Albachsen

Die Herren von Albachsen (auch Abachsen) waren ein westfälisches Adelsgeschlecht mit Stammsitz in Albaxen bei Höxter.

## Geschichte
Das Geschlecht war im Fürstentum Corvey und im Herzogtum Braunschweig begütert. Als Stammvater der Familie wird ein Thomas de Albatia aus einem spanischen Adelsgeschlecht angegeben, der um die Mitte des 8. Jahrhunderts gelebt haben soll. Ein Cuno von Albachsen erscheint um 889. Dessen Sohn Bernhard/Leonhard soll 953 in der Weser zwischen Lüchtringen und Holzminden umgekommen sein. Bernhards Sohn Johann kam in das Stift Corvey. Der zweite Sohn Ludwig saß auf Albaxen, ist dort auch gestorben und begraben worden. Das Geschlecht ist vor langer Zeit erloschen.

## Wappen
Blasonierung: In Rot ein blauer schräglinker Balken mit drei goldenen Halbmonden belegt. Auf dem Helm drei goldene Halbmonde (1:2). Die Helmdecken sind rot-golden-blau.